# Стёпинские (Кировская область)
Стёпинские (Соло́минский) — упразднённая в 2004 году деревня в Потняковском сельском поселении Кикнурского района Кировской области.

## География
Была расположена на реке Ингинерке, на южной стороне шоссе Кикнур-Яранск, вблизи с административной границы Яранского района.

## История
Деревня основана как починок Соломинский древним вятским родом Соломиных, его Пижемской ветвью, переехавшей из современного Пижанского района Кировской области.
По «Списку населённых мест по сведениям 1859—1873 гг. Вятская губерния» упоминается как починок Соломин (Степинской), находящаяся в 1-м стане Яранского уезда, в 30 верстах от Яранска, 40 верстах от Кикнура.
Упразднена Решением Кировской областной Думы № 251-30 от 1.07.2004 и Постановление Кировской областной Думы № 38/143 от 24.06.2004.

## Инфраструктура
Было личное подсобное хозяйство.

## Транспорт
Автодорога 33Р-015.